# Super Mario 3D Land
Super Mario 3D Land er et platformspil, der er udviklet af Nintendo EAD Tokyo og udgivet av Nintendo til Nintendo 3DS. Spillet blev udgivet internationalt i løbet af november 2011 og var det første spil i Super Mario-serien der blev udgivet til Nintendo 3DS. En efterfølger til spillet, Super Mario 3D World, blev udgivet til Wii U i 2013.
Super Mario 3D Land og dets efterfølger er unikke fra andre spil i Mario-serien, da de kombinerer spilmekanikker fra både traditionelle, todimensionelle Mario-spil og moderne, tredimensionelle Mario-spil i sandkassestil. Spillet introducerer en række nye elementer i serien, herunder power-ups og spilmekanikker. Hovedfortællingen er den samme som i tidligere spil i Super Mario-serien, med fokus på Marios indsats for at redde prinsesse Peach, som er blevet kidnappet af Bowser.

## Ekstern henvisning
- Officiel hjemmeside